# 터보기어스
터보기어스(TurboGears)는 WebOb, SQLAlchemy, Kajiki 템플릿 언어 및 Repoze와 같은 여러 웹 서버 게이트웨이 인터페이스(WSGI) 구성 요소로 구성된 파이썬 웹 애플리케이션 프레임워크이다.
터보기어스는 스트럿츠(Struts) 또는 루비 온 레일즈와 매우 유사한 MVC(모델-뷰-컨트롤러) 아키텍처를 기반으로 설계되었으며 파이썬에서 신속한 웹 애플리케이션 개발을 더 쉽고 유지 관리하기 쉽게 만들도록 설계되었다. 버전 2.3부터 프레임워크는 전체 스택이 필요하지도 원하지도 않는 환경에서 사용할 수 있는 마이크로프레임워크 역할을 할 수 있는 "미니멀 모드"(minimal mode)도 제공하고 있다.

## 터보기어스 구성 요소
터보기어스는 수많은 서로 다른 라이브러리와 미들웨어 위에 구축되었다. 기본 도구는 1.x, 2.x 및 2.3+ 시리즈 사이에서 변경되었지만 이러한 구성 요소의 대부분은 많은 대체 구성을 지원하므로 두 버전 모두에서 사용할 수 있다.

## 같이 보기
- 장고 (웹 프레임워크)